# Lars Kampf
Lars Kampf (* 30. April 1978) ist ein deutscher ehemaliger Fußballspieler. 
Der Stürmer Kampf gelangte über die Jugendstation Sievershäger SV ab 1997 zum F.C. Hansa Rostock. Bei diesem wurde er zunächst der Reservemannschaft zugeteilt, die durch zwei Aufstiege in den vorangegangenen zwei Spielzeiten erstmals die drittklassige Regionalliga Nordost erreicht hatte. In der Spielzeit 1997/98 absolvierte Kampf somit 20 Regionalliga-Einsätze für Hansa, in denen ihm auch seine ersten beiden Tore im Herrenbereich gelangen, doch musste die Mannschaft schließlich als Tabellenletzter den umgehenden Wiederabstieg in die viertklassige Oberliga Nordost hinnehmen. Von 1998/99 bis 2000/01 kam Kampf für Hansas Reserve noch in 89 Oberliga-Partien (38 Tore) zum Einsatz, bevor er im Sommer 2001 zum SV Babelsberg 03 wechselte, der als Aufsteiger in die 2. Bundesliga mit Kampf, Christian Henning und Thomas Möller gleich drei Akteure aus Hansas Reserve verpflichtete. 
In der Zweitliga-Spielzeit 2001/02, in welcher Babelsberg den umgehenden Wiederabstieg in die Regionalliga hinnehmen musste, kam Kampf daraufhin zu 23 Einsätzen mit insgesamt acht erzielten Toren. In der Regionalliga-Spielzeit 2002/03 erzielte er in 29 Einsätzen weitere fünf Tore und verließ den Verein nach zwei Jahren Zugehörigkeit wieder, um sich mit Rot-Weiß Oberhausen abermals einem Zweitligisten anzuschließen. 2003/04 konnte er sich in Oberhausen jedoch nicht durchsetzen, absolvierte lediglich zehn Partien bei einem Torerfolg und wechselte daraufhin wieder in die Regionalliga, indem er sich vom VfB Lübeck verpflichten ließ. 
Beim erst im Sommer 2004 aus der 2. Bundesliga abgestiegenen VfB Lübeck wurde Kampf auf Anhieb Stammspieler, bestritt in der Regionalliga-Spielzeit 2004/05 35 Einsätze und erzielte dabei elf Tore. Den angestrebten direkten Wiederaufstieg verpasste Lübeck als Tabellendritter jedoch ebenso, wie in der nachfolgenden Spielzeit 2005/06, in welcher Kampf nur noch drei Tore in 27 Einsätzen für Lübeck erzielt hatte. Deshalb wurde er im Sommer 2006 an Preußen Münster abgegeben, in dessen Diensten Kampf die Spielzeit 2006/07 der Oberliga Westfalen bestritt. 
Im Sommer 2007 wechselte Kampf erneut den Verein und kehrte nach Mecklenburg-Vorpommern zurück, wo er sich dem Nordost-Oberligisten Greifswalder SV 04 anschloss. Dieser hatte erst in der Vorsaison den Aufstieg aus der fünftklassigen Verbandsliga Mecklenburg-Vorpommern erreicht und spielte in der Oberliga-Saison 2007/08 überraschend um die Qualifikation zur ab 2008 aufgrund der Einführung der 3. Liga nur noch viertklassigen Regionalliga. Dazu trug auch Kampf mit neun Torerfolgen in 21 Einsätzen 1 maßgeblich bei, letztlich konnte die Regionalliga in zwei Entscheidungsspielen gegen den FC Sachsen Leipzig aber nicht erreicht werden. In der Folgesaison 2008/09 spielte Kampf daraufhin weitere 23 Mal für Greifswald in der Oberliga, wobei ihm weitere sieben Tore gelangen. Die Mannschaft blieb jedoch hinter den in sie gesteckten Erwartungen zurück und konnte sich lediglich in der unteren Tabellenhälfte positionieren. Im Winter der Saison 2009/10, in der der Greifswalder SV 04 wieder in die Verbandsliga abstieg, beendete Lars Kampf seine aktive Karriere schließlich, nachdem er binnen fünf absolvierten Saisonspielen insgesamt fünf Tore für den GSV erzielt hatte.